# Jichișu de Jos, Cluj
Jichișu de Jos este satul de reședință al comunei cu același nume din județul Cluj, Transilvania, România.

## Imagini

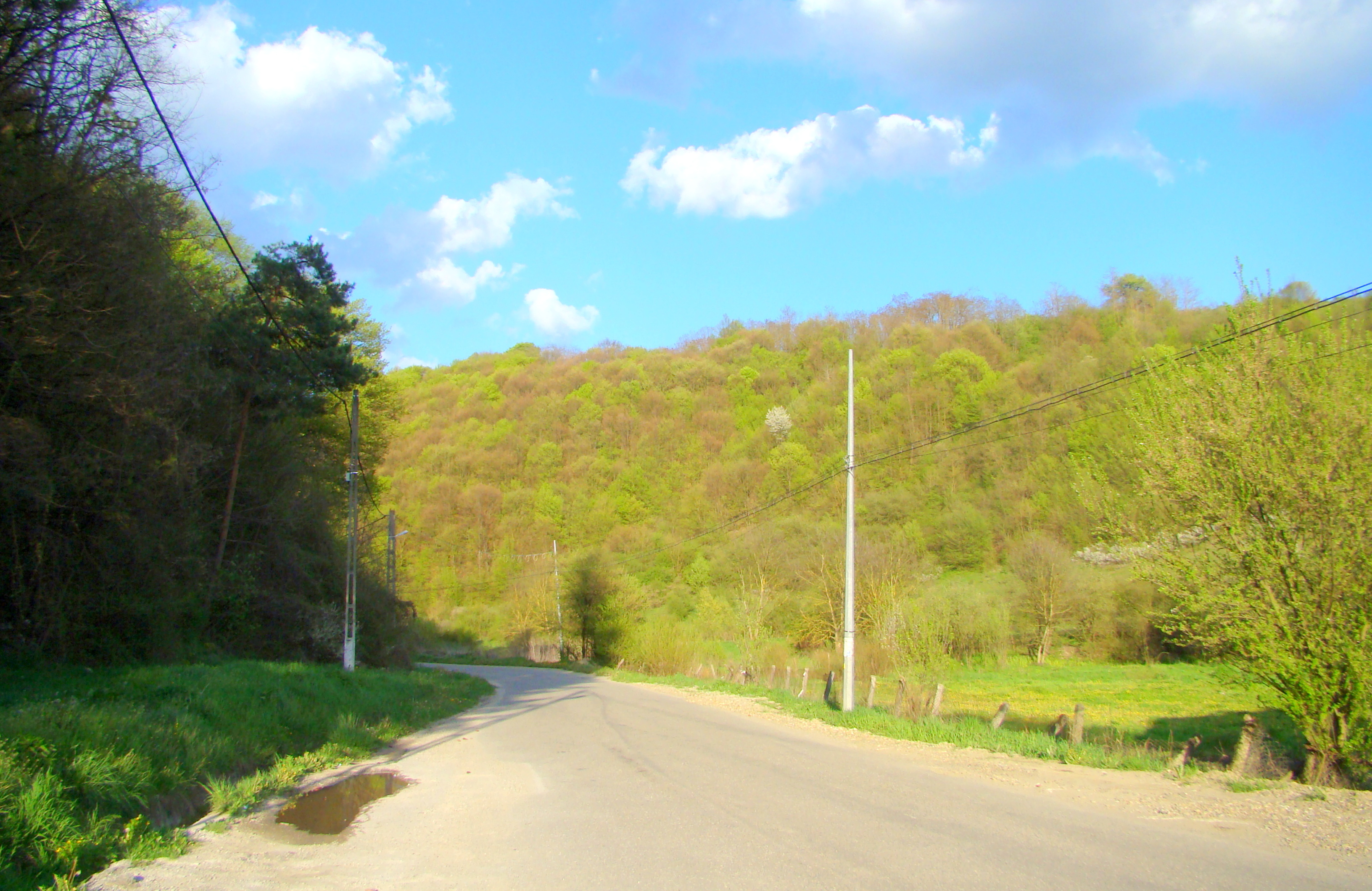
Drumul spre satul Jichișu de Jos
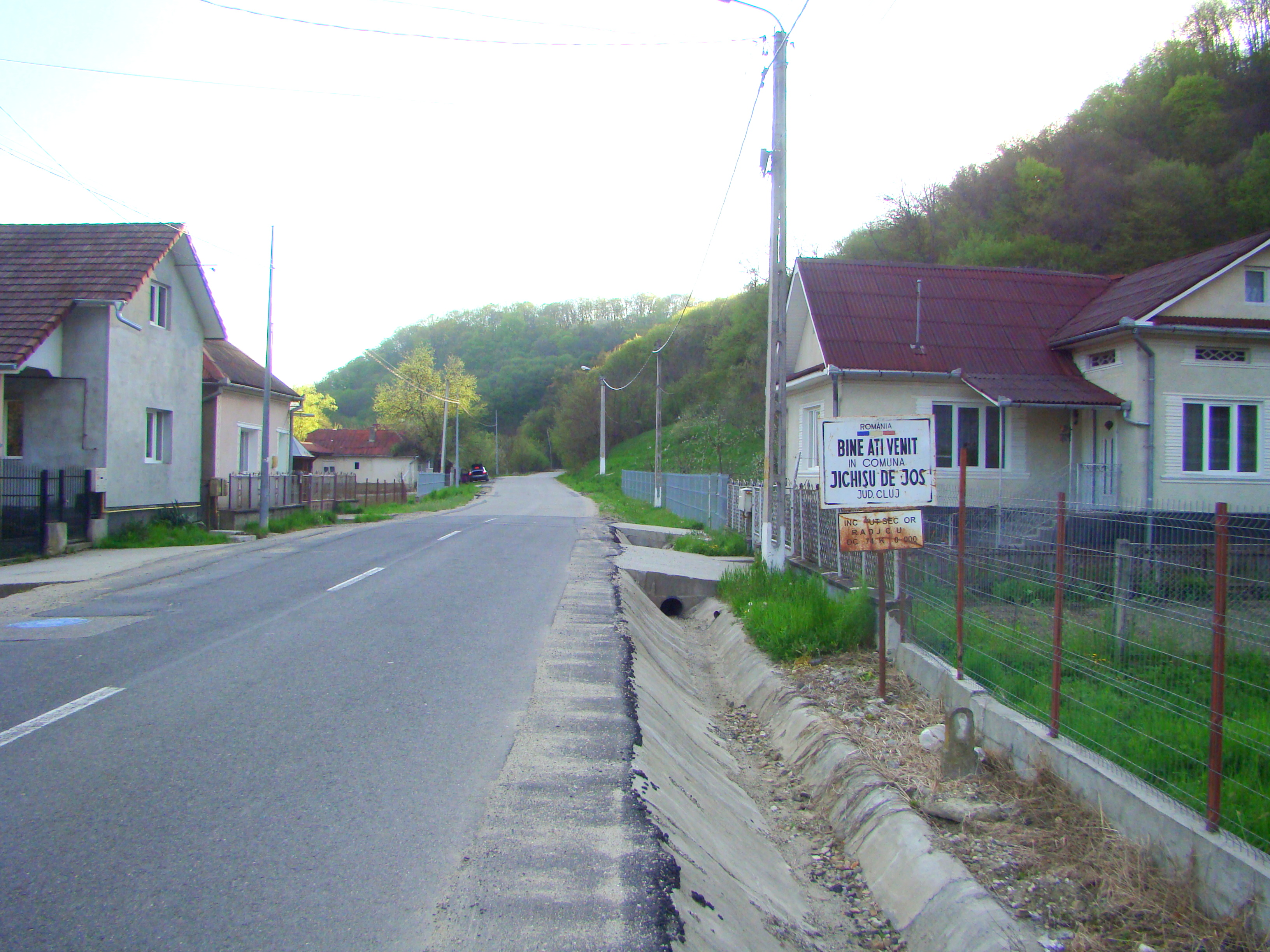
Intrarea în localitate
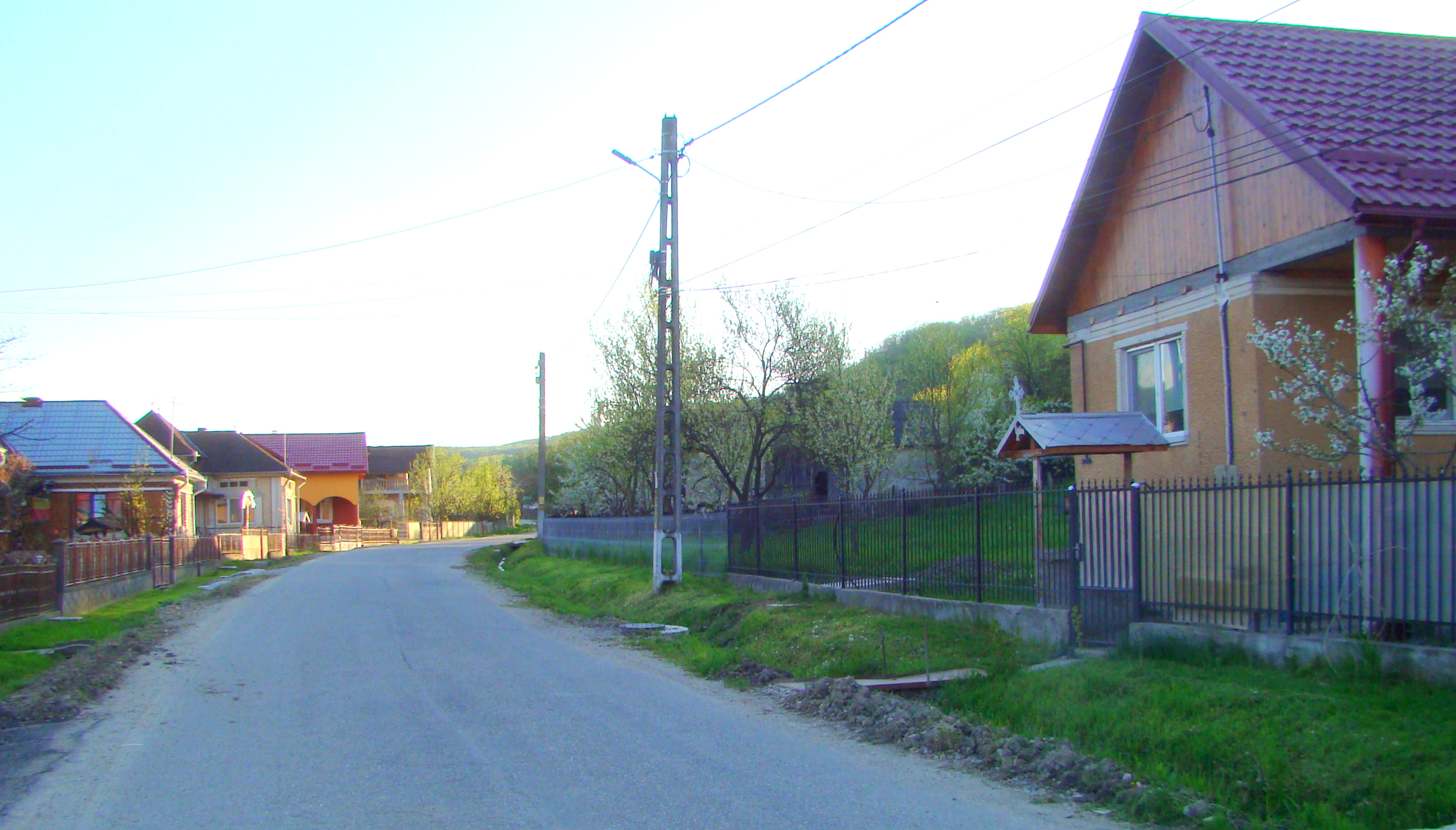
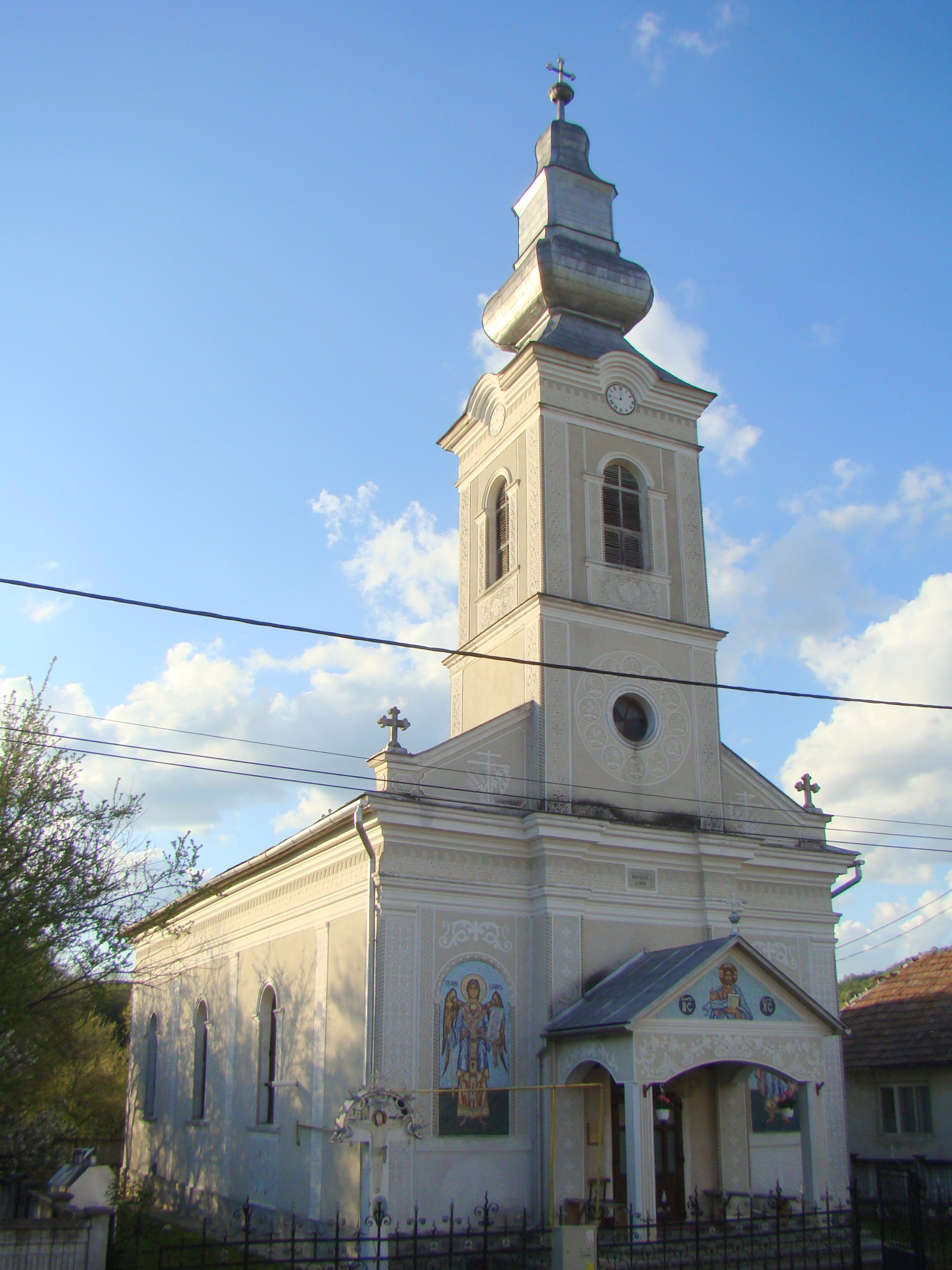
Biserica Sfinții Arhangheli (1913)
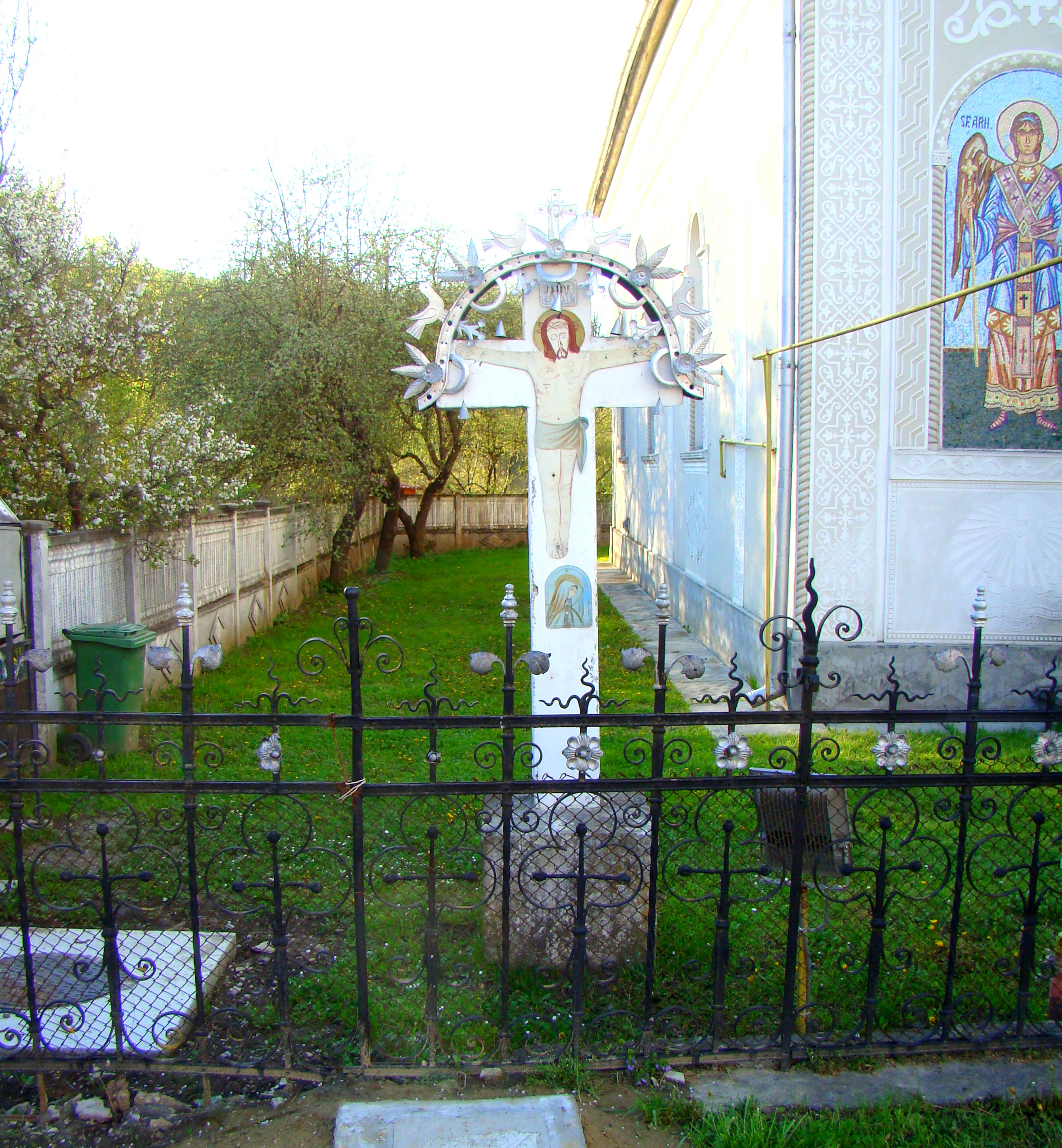
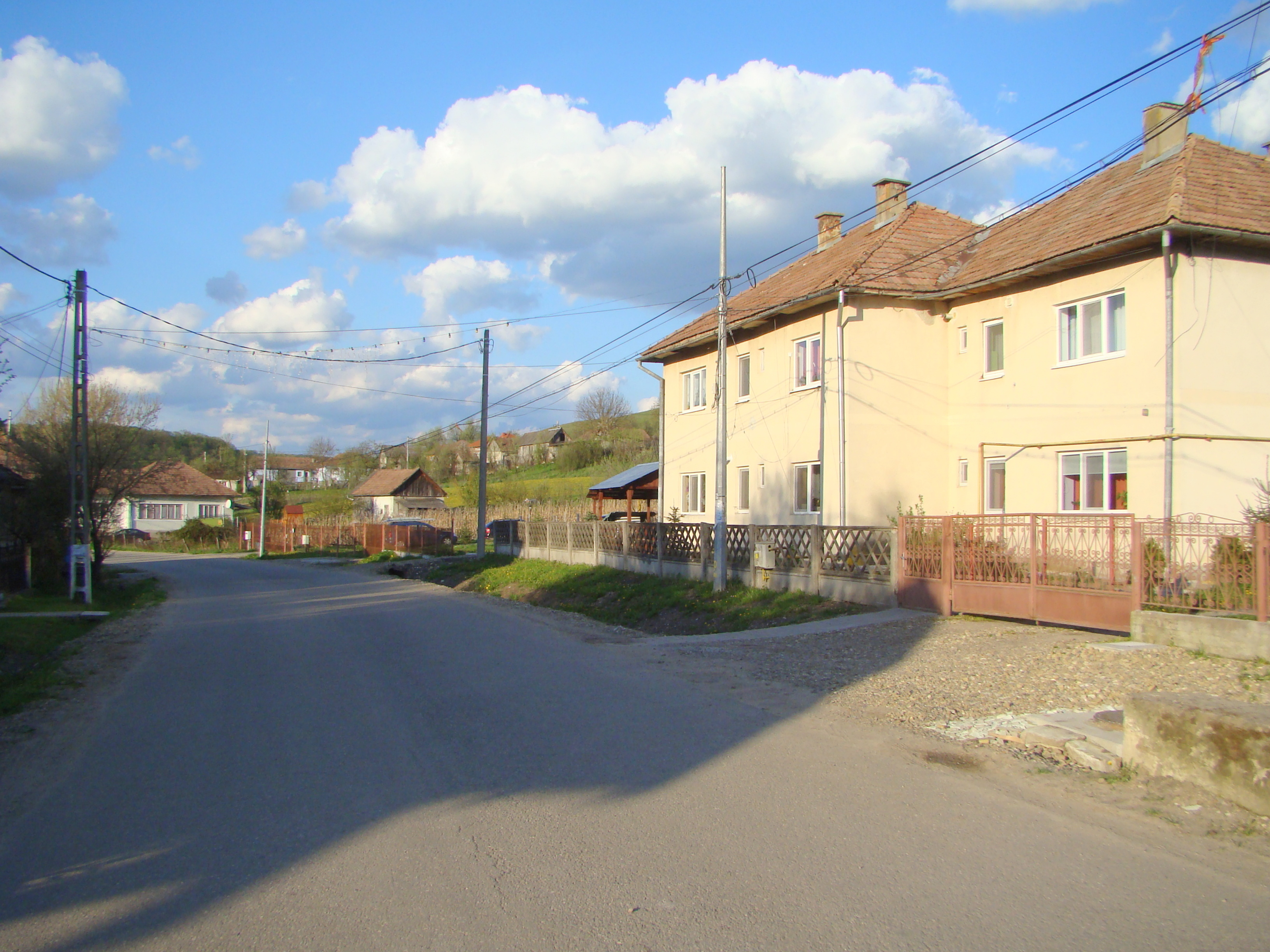
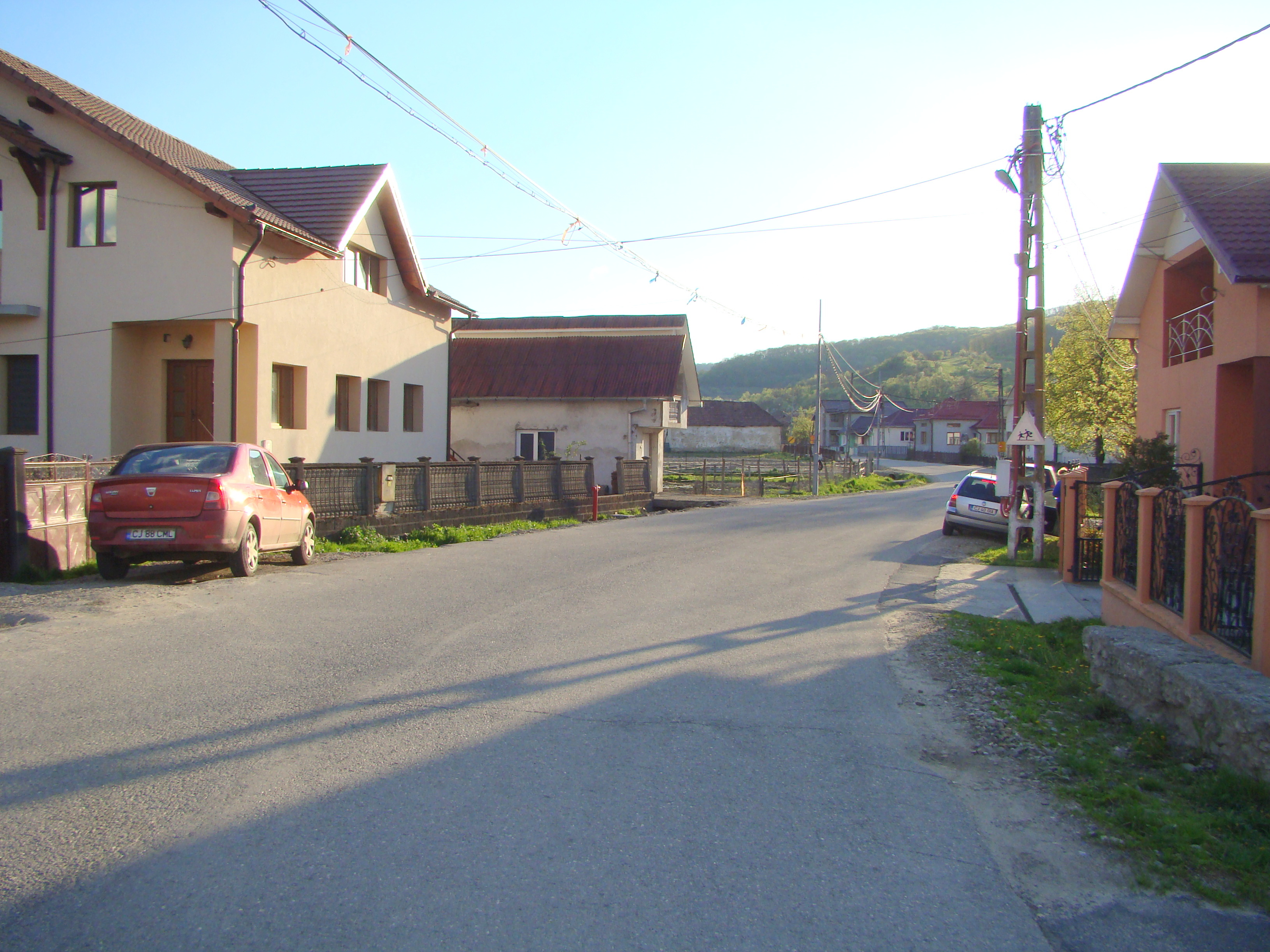
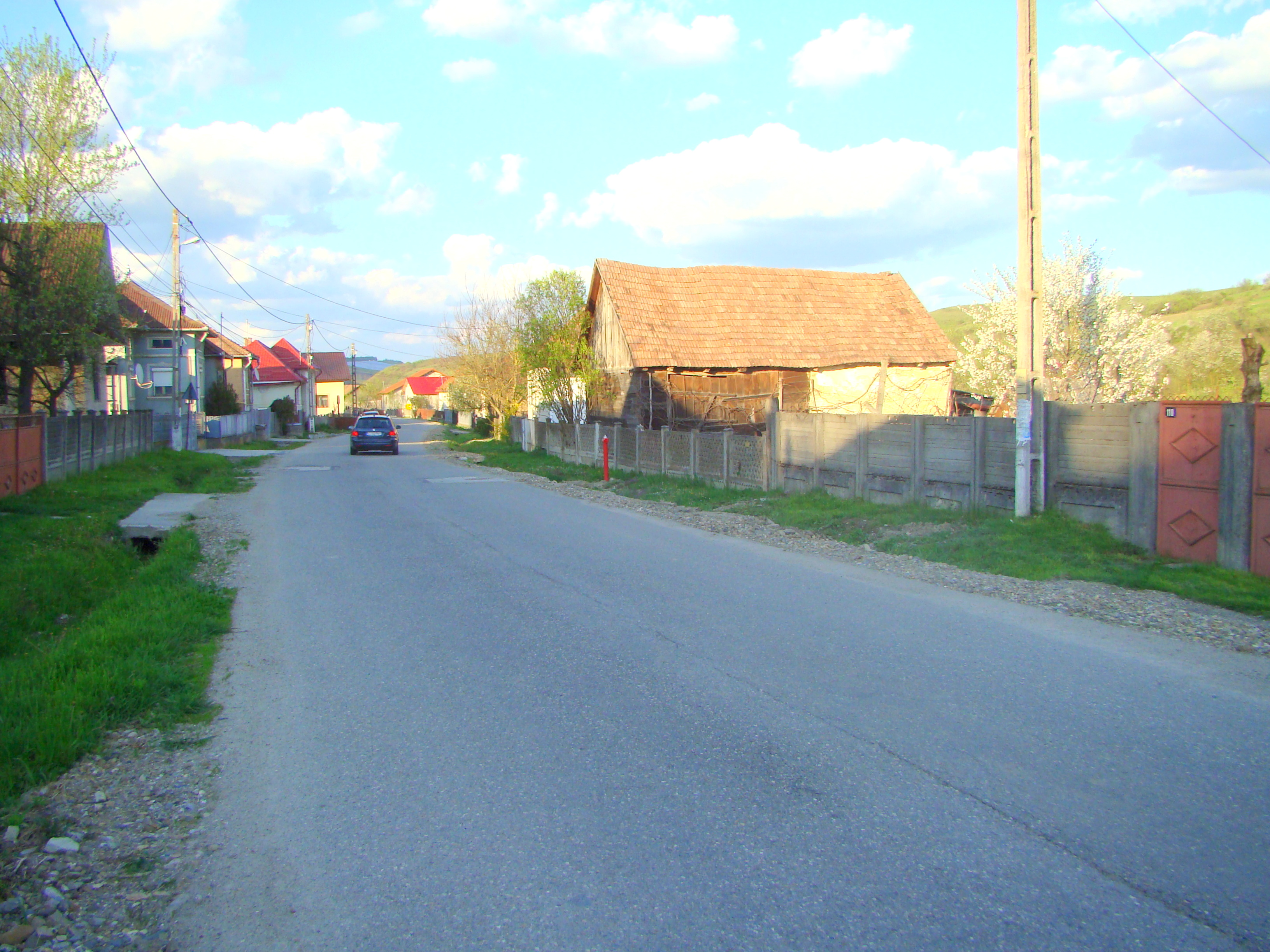
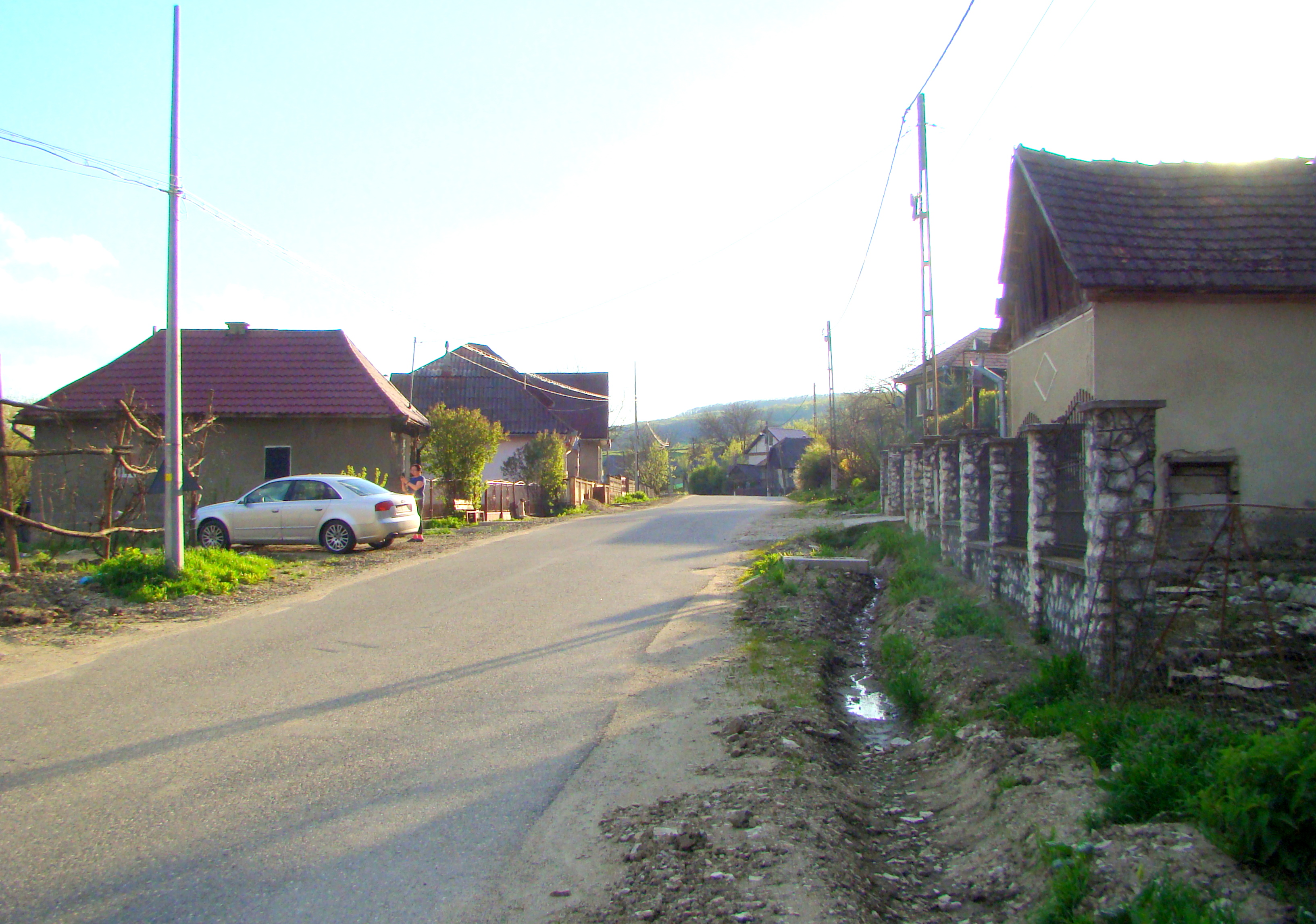